# ستيفن بيرنستاين
ستيفن بيرنستاين (بالإنجليزية: Steven Bernstein)‏ هو عازف جاز وموسيقي أمريكي، ولد في 8 أكتوبر 1961 في واشنطن العاصمة في الولايات المتحدة.

## وصلات خارجية
- الموقع الرسمي
- ستيفن بيرنستاين على موقع IMDb (الإنجليزية)
- ستيفن بيرنستاين على موقع ميوزك برينز (الإنجليزية)
- ستيفن بيرنستاين على موقع قاعدة بيانات برودواي على الإنترنت (الإنجليزية)
- ستيفن بيرنستاين على موقع أول ميوزيك (الإنجليزية)
- ستيفن بيرنستاين على موقع ديسكوغز (الإنجليزية)